# Druga Slovenska Nogometna Liga 2008/09
Die Druga Slovenska Nogometna Liga 2008/09 war die 18. Spielzeit der zweithöchsten slowenischen Spielklasse im Männerfußball. Sie begann am 10. August 2008 und endete am 24. Mai 2009.

## Modus
Die 10 Mannschaften spielten jeweils dreimal gegeneinander. Der Meister stieg direkt auf, der Zweitplatzierte konnte über die Relegation in die ersten Liga aufsteigen. Die letzten zwei Vereine stiegen ab.

## Vereine
| Verein                     | Stadt           |
| -------------------------- | --------------- |
| NK Bela krajina            | Črnomelj        |
| NK Livar Ivanča Gorica     | Ivanča Gorica   |
| NK Aluminij                | Kidričevo       |
| SC Bonifika                | Izola           |
| NK Triglav Gorenjska Kranj | Kranj           |
| NK Posavje Krško           | Krško           |
| NK Olimpija Ljubljana      | Ljubljana       |
| ND Mura 05                 | Murska Sobota   |
| DNŠ Mladi upi Šentjur      | Šentjur         |
| NK Zagorje                 | Zagorje ob Savi |

## Abschlusstabelle
| Pl. | Verein                     | Sp. | S  | U  | N  | Tore    | Diff. | Punkte |
| --- | -------------------------- | --- | -- | -- | -- | ------- | ----- | ------ |
| 1.  | NK Olimpija Ljubljana (N)  | 26  | 17 | 5  | 4  | 069:250 | +44   | 56     |
| 2.  | NK Aluminij                | 26  | 15 | 4  | 7  | 065:400 | +25   | 49     |
| 3.  | NK Triglav Gorenjska Kranj | 26  | 12 | 7  | 7  | 046:420 | +4    | 43     |
| 4.  | ND Mura 05                 | 27  | 9  | 10 | 8  | 056:490 | +7    | 37     |
| 5.  | DNŠ Mladi upi Šentjur (N)  | 26  | 9  | 8  | 9  | 038:470 | −9    | 35     |
| 6.  | NK Krško                   | 26  | 8  | 9  | 9  | 040:470 | −7    | 33     |
| 7.  | NK Bela krajina            | 26  | 8  | 7  | 11 | 034:400 | −6    | 31     |
| 8.  | NK Livar Ivanča Gorica (A) | 26  | 7  | 9  | 10 | 034:400 | −6    | 30     |
| 9.  | SC Bonifika 1              | 19  | 5  | 4  | 10 | 032:300 | +2    | 19     |
| 10. | NK Zagorje                 | 26  | 2  | 7  | 17 | 017:710 | −54   | 13     |

Platzierungskriterien: 1. Punkte – 2. Direkter Vergleich (Punkte, Tordifferenz, geschossene Tore) – 3. Tordifferenz – 4. geschossene Tore

| (A) – Absteiger aus der Slovenska Nogometna Liga 2007/08 |
| (N) – Neuaufsteiger aus der Tretja Nogometna Liga        |

## Relegation
Aufstieg
Die Spiele fanden am 31. Mai und 7. Juni 2009 statt.
|             | Gesamt |                     | Hinspiel | Rückspiel |
| ----------- | ------ | ------------------- | -------- | --------- |
| NK Aluminij | 3:9    | NK Labod Drava Ptuj | 3:2      | 0:7       |

Beide Vereine blieben in ihren jeweiligen Ligen.